# Нур Ісса Мір
Нур Ісса Мір Абдулрахман (араб. عيسى مير, нар. 16 липня 1967) — еміратський футболіст, що грав на позиції захисника за клуб «Шарджа», а також національну збірну ОАЕ, у складі якої був учасником чемпіонату світу 1990 року і кубка Азії 1992 року.
На рівні клубу і збірної грав пліч-о-пліч зі своїм братом-близнюком Ібрагімом Міром.

## Клубна кар'єра
У дорослому футболі дебютував 1985 року виступами за команду клубу «Шарджа», кольори якої і захищав протягом усієї своєї кар'єри гравця, що тривала одинадцять років. 

## Виступи за збірну
1988 року дебютував в офіційних матчах у складі національної збірної ОАЕ.
У складі збірної був учасником чемпіонату світу 1990 року в Італії, де взяв участь в усіх трьох матчах своєї команди на груповому етапі, які вона програла із сумарним рахунком 2:11. Згодом був основним захисником команди й на кубку Азії 1992 року в Японії.